# Fougerolles (Alt Saona)
Fougerolles és un municipi francès situat al departament de l'Alt Saona i a la regió de Borgonya - Franc Comtat. L'any 2007 tenia 3.852 habitants.

## Demografia

### Població
El 2007 la població de fet de Fougerolles era de 3.852 persones. Hi havia 1.576 famílies, de les quals 432 eren unipersonals (176 homes vivint sols i 256 dones vivint soles), 544 parelles sense fills, 508 parelles amb fills i 92 famílies monoparentals amb fills.
La població ha evolucionat segons el següent gràfic:
Habitants censats

### Habitatges
El 2007 hi havia 1.949 habitatges, 1.606 eren l'habitatge principal de la família, 117 eren segones residències i 226 estaven desocupats. 1.671 eren cases i 274 eren apartaments. Dels 1.606 habitatges principals, 1.184 estaven ocupats pels seus propietaris, 367 estaven llogats i ocupats pels llogaters i 55 estaven cedits a títol gratuït; 15 tenien una cambra, 63 en tenien dues, 185 en tenien tres, 468 en tenien quatre i 875 en tenien cinc o més. 1.167 habitatges disposaven pel capbaix d'una plaça de pàrquing. A 691 habitatges hi havia un automòbil i a 711 n'hi havia dos o més.

### Piràmide de població
La piràmide de població per edats i sexe el 2009 era:
| Homes | Edats   | Dones |
| ----- | ------- | ----- |
| 0     | 95 o +  | 4     |
| 12    | 90 a 94 | 32    |
| 24    | 85 a 89 | 32    |
| 20    | 80 a 84 | 44    |
| 100   | 75 a 79 | 132   |
| 76    | 70 a 74 | 148   |
| 108   | 65 a 69 | 96    |
| 88    | 60 a 64 | 92    |
| 92    | 55 a 59 | 88    |
| 164   | 50 a 54 | 108   |
| 140   | 45 a 49 | 172   |
| 164   | 40 a 44 | 144   |
| 148   | 35 a 39 | 92    |
| 116   | 30 a 34 | 108   |
| 160   | 25 a 29 | 88    |
| 124   | 20 a 24 | 112   |
| 168   | 15 a 19 | 172   |
| 116   | 10 a 14 | 120   |
| 72    | 5 a 9   | 84    |
| 92    | 0 a 4   | 80    |

## Economia
El 2007 la població en edat de treballar era de 2.462 persones, 1.756 eren actives i 706 eren inactives. De les 1.756 persones actives 1.604 estaven ocupades (909 homes i 695 dones) i 152 estaven aturades (71 homes i 81 dones). De les 706 persones inactives 256 estaven jubilades, 223 estaven estudiant i 227 estaven classificades com a «altres inactius».

### Ingressos
El 2009 a Fougerolles hi havia 1.605 unitats fiscals que integraven 3.856 persones, la mediana anual d'ingressos fiscals per persona era de 16.298 €.

### Activitats econòmiques
Dels 164 establiments que hi havia el 2007, 3 eren d'empreses extractives, 12 d'empreses alimentàries, 3 d'empreses de fabricació de material elèctric, 13 d'empreses de fabricació d'altres productes industrials, 20 d'empreses de construcció, 31 d'empreses de comerç i reparació d'automòbils, 11 d'empreses de transport, 15 d'empreses d'hostatgeria i restauració, 1 d'una empresa d'informació i comunicació, 8 d'empreses financeres, 10 d'empreses immobiliàries, 18 d'empreses de serveis, 11 d'entitats de l'administració pública i 8 d'empreses classificades com a «altres activitats de serveis».
Dels 39 establiments de servei als particulars que hi havia el 2009, 1 era una oficina d'administració d'Hisenda pública, 1 gendarmeria, 1 oficina de correu, 3 oficines bancàries, 6 tallers de reparació d'automòbils i de material agrícola, 2 autoescoles, 1 paleta, 4 guixaires pintors, 4 fusteries, 1 lampisteria, 1 electricista, 4 perruqueries, 1 veterinari i 9 restaurants.
Dels 14 establiments comercials que hi havia el 2009, 2 eren botiges de menys de 120 m², 4 fleques, 2 carnisseries, 1 una peixateria, 1 una sabateria, 1 una botiga de material de revestiment de parets i terra i 3 floristeries.
L'any 2000 a Fougerolles hi havia 96 explotacions agrícoles que ocupaven un total de 2.600 hectàrees.

## Equipaments sanitaris i escolars
El 2009 hi havia 1 centre de salut, 1 farmàcia i 1 ambulància.
El 2009 hi havia 3 escoles elementals. Fougerolles disposava de 2 col·legis d'educació secundària amb 339 alumnes.

## Poblacions properes
El següent diagrama mostra les poblacions més properes.